# Bains califaux de Cordoue

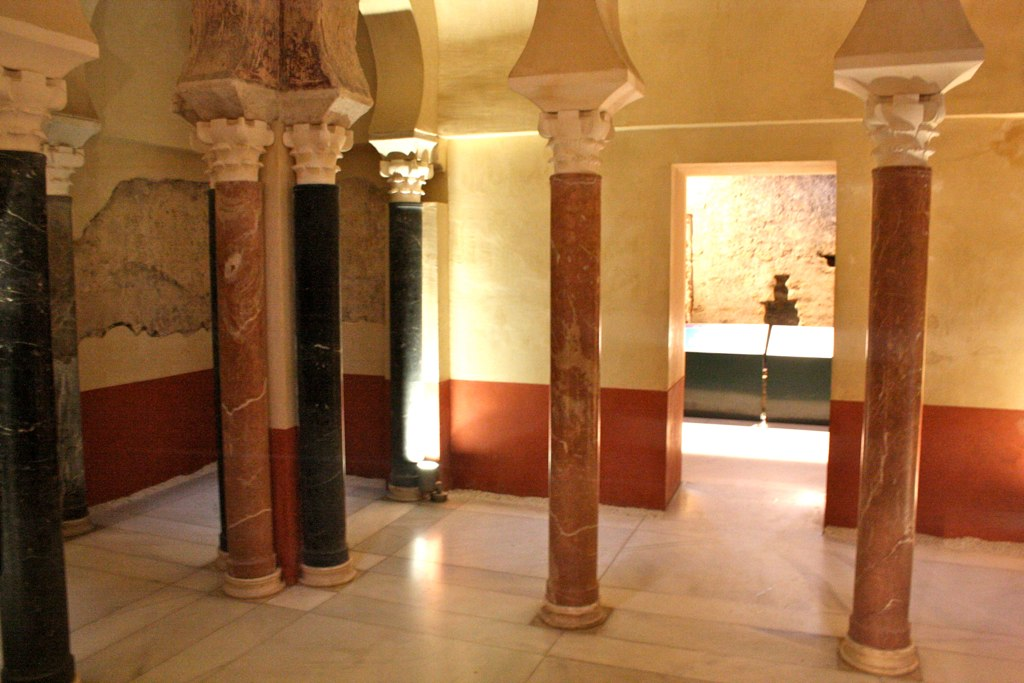
Une partie de la salle tiède des bains califaux (X).

Les bains califaux de Cordoue (en espagnol : Baños califales de Córdoba) sont d'anciens bains du Moyen Âge situés dans la ville de Cordoue, dans la Junte d'Andalousie, en Espagne. Construits au Xe siècle, ils forment la seule partie conservée de l'alcazar califal de Cordoue, bâti dès le VIIIe siècle pendant la période omeyyade, et ont été modifiés à plusieurs reprises au cours des premiers siècles du second millénaire. Leurs ruines n'ont été découvertes que récemment et progressivement au cours du XXe siècle sur l'actuel Campo de los Santos Mártires (« champ des Saints Martyrs ») ; restaurées, elles accueillent depuis 2006 un musée sur la culture des bains arabes andalous.

## Histoire du bâtiment

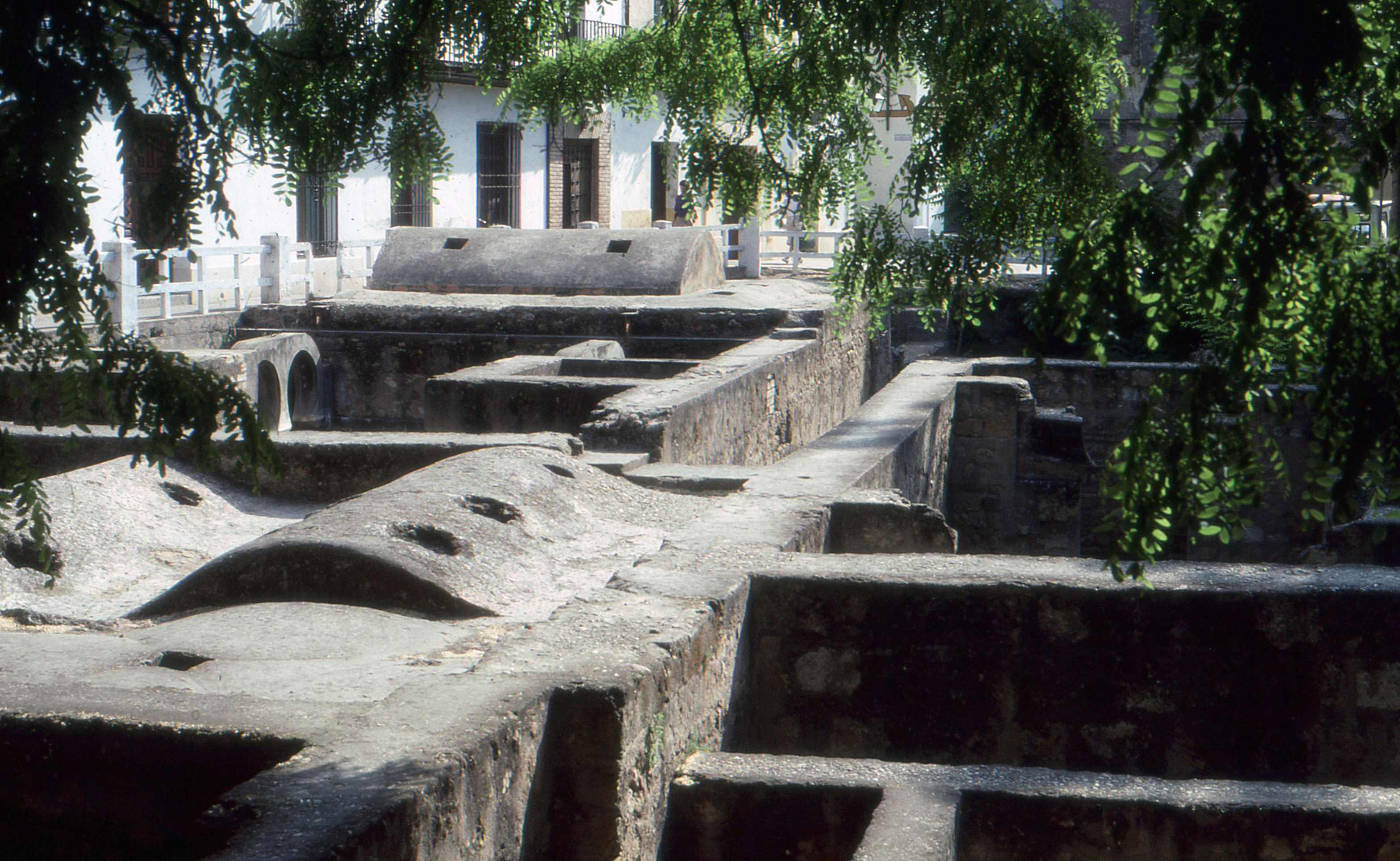
Restes des bains califaux avant leur rénovation en musée

Le bâtiment remonte à l'époque omeyyade de Cordoue et formait des bains publics arabes, ou hammam, qui appartenaient à l'alcazar califal de Cordoue. Ils ont été construits sous le règne du calife Al-Hakam II au Xe siècle. C'étaient, selon toute probabilité, les plus importants de la ville à l'époque. Ces bains califaux, comme leur nom l'indique, étaient réservés au calife, à sa famille, mais aussi à ses invités, et, de ce fait, ils pouvaient aussi servir de lieu de réunion politique. La culture musulmane médiévale conférait une grande importance aux bains, utilisés pour les ablutions religieuses (il était obligatoire d'aller aux bains avant la prière) et aussi pour l'hygiène corporelle routinière : les bains formaient un lieu de sociabilité important.
Du XIe au XIIIe siècle, les bains sont réutilisés sous les Almoravides et les Almohades. Un salon de réception doté d'un jardin est ajouté au XIe siècle, pendant la période du taïfa de Séville. La période almohade voit l'édification d'un second ensemble de salles situé plus à l'ouest.
Au moment de la construction de l'alcazar des rois chrétiens de Cordoue, au XIVe siècle, les bains califaux sont volontairement ensevelis.
Les bains sont redécouverts partiellement par hasard en 1903 sur l'actuel Campo de los Santos Mártires (« champ des Saints Martyrs »), mais leurs restes sont ensuite enterrés. C'est entre 1961 et 1964 qu'un groupe d'historiens cordouans met au jour l'ensemble des ruines, plus vastes qu'on ne le pensait auparavant.

## Description

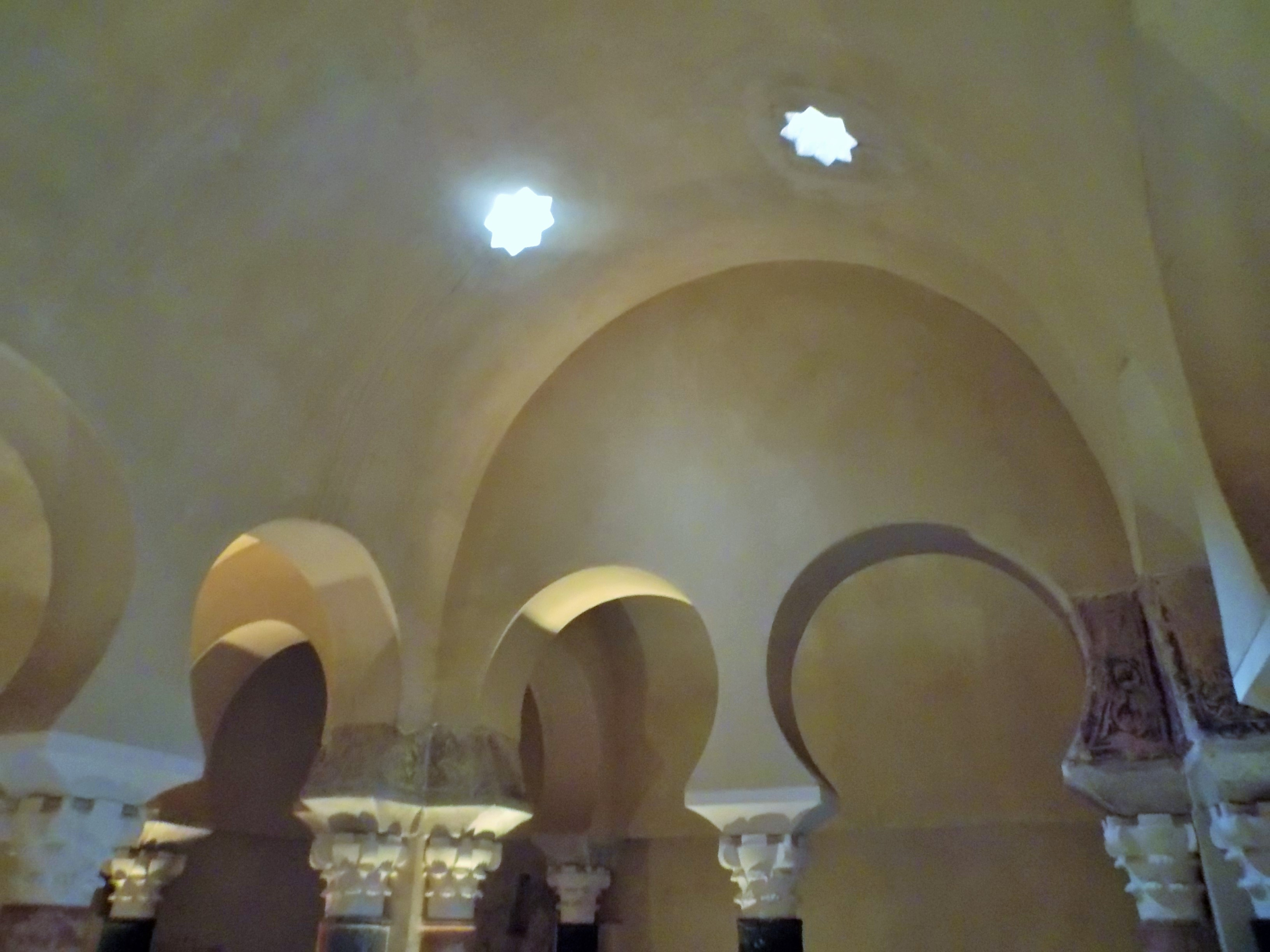
Les voûtes des principales salles sont percées d'ouvertures en forme d'étoiles.

Les bains califaux forment un ensemble de salles couvertes où l'on distingue trois zones correspondant respectivement aux bains initiaux et à deux grandes phases d'agrandissements. Dans la partie située à l'est se situe le bain califal, la partie la plus ancienne. Un peu plus à l'ouest se trouve une salle de réception ajoutée à l'époque des taïfas. La partie la plus à l'ouest est un bain ajouté durant l'époque almohade, au XIIe siècle.
Le bain califal du Xe siècle comporte un portique, un vestiaire, une salle froide, une salle tiède et une salle chaude, ainsi qu'une salle de stockage du bois de chauffe et des zones de maintenance. Le bâtiment forme un coude et l'intérieur des salles principales n'est pas visible depuis l'extérieur. Sa salle la plus vaste est la salle tiède, dotée d'une galerie courant le long de son périmètre. Cette salle est couvertes de voûtes supportées par des arches elles-mêmes portées par des piliers formant colonnes. Elle était ornée de peintures murales et les soubassements étaient en marbre. La décoration végétale peinte sur les bases des arches est unique dans l'art andalou.
Un peu plus à l'ouest, entre le bain califal et celui de l'époque almohade, se trouve un salon de réception doté d'un portique et dont l'espace intérieur comprenait un jardin andalou décoré d'un jet d'eau. Le portique ouvrait l'accès au salon de réception. Le salon lui-même était richement décoré, arborant notamment des yeserias (stucs polychromes) et des peintures décoratives montrant des végétaux, des animaux et des créatures mythologiques. Deux petites salles latérales flanquaient le salon de réception : l'une donnait accès aux bains du Xe siècle, l'autre ouvrait sur le couloir menant à la salle de stockage du bois de chauffe.
Les bains de l'époque almohade, qui occupent la partie située la plus à l'ouest, forment un second ensemble de salles et constituent la troisième et dernière grande étape de construction du complexe balnéaire. Ces nouveaux bains privés réutilisent la salle latérale du salon de réception de l'époque du taïfa pour en faire le vestibule. Ils maintiennent aussi en usage l'ancienne étuve. À la différence des bains califaux, les bains almohades incluent un petit bassin pour que les usagers se lavent les pieds. À partir du vestibule, on accédait d'un côté à la salle froide, de l'autre à la salle tiède, laquelle ouvrait à son tour sur la salle chaude. La salle tiède est couverte par des voûtes percées d'ouvertures en forme d'étoiles qui dispensent une lumière tamisée appropriée à un endroit conçu pour le repos et la relaxation.

## Musée
Le musée des Bains califaux de Cordoue a été créé dans les années 2000 à l'aide d'un budget de 240 000 euros réuni dans le cadre d'un Plan d'excellence touristique et a été inauguré le 27 octobre 2006 après deux ans de travaux (durant lesquels les bains ont été fermés). Il retrace l'histoire des bains et présente leurs ruines en les replaçant dans leur contexte historique, politique, économique, social et artistique. Il comprend aussi des explications plus générales sur la culture des bains arabes médiévaux.